# Bouchra Ghezielle
Bouchra Ghezielle (z domu Benthami, ur. 19 maja 1979 w Khemisset) – francuska lekkoatletka, specjalizująca się w biegach średniodystansowych.
Do 25 stycznia 2005 reprezentowała Maroko, potem przyjęła obywatelstwo francuskie i to barwy tego kraju reprezentuje. Największe sukcesy odnosi w biegu na 1500 metrów:
- brązowy medal na Mistrzostwach Świata Juniorów w Lekkoatletyce (Annecy 1998)
- 3. miejsce podczas Pucharu Europy w Lekkoatletyce (Florencja 2005)
- brązowy medal na Mistrzostwach Świata w Lekkoatletyce (Helsinki 2005)
- 4. miejsce podczas Światowego Finału IAAF (Monako 2005)

W 2008 wykryto u niej niedozwolone środki dopingowe (EPO), za co została ukarana czteroletnią dyskwalifikacją (13 maja 2008 – 12 maja 2012) oraz anulowano wszystkie jej wyniki począwszy od lutego 2008.

## Rekordy życiowe
- bieg na 800 m – 2:00.29 (2005)
- bieg na 1500 m – 4:01.28 (2005)
- bieg na 3000 m – 8:35.41 (2005)